# EP Андромеды
EP Андромеды (лат. EP Andromedae) — двойная затменная переменная звезда типа W Большой Медведицы (EW) в созвездии Андромеды на расстоянии приблизительно 1885 световых лет (около 578 парсеков) от Солнца. Видимая звёздная величина звезды — от +11,9m до +11,3m. Орбитальный период — около 0,4041 суток (9,6986 часов). Возраст звезды определён как около 3,52 млрд лет.

## Характеристики
Первый компонент — жёлто-белая звезда спектрального класса F8V или F9V. Масса — около 0,41 солнечной, радиус — около 0,821 солнечного, светимость — около 0,907 солнечной. Эффективная температура — около 6387 K.
Второй компонент — жёлто-белая звезда спектрального класса F6. Масса — около 1,1 солнечной, радиус — около 1,271 солнечного, светимость — около 2,07 солнечных. Эффективная температура — около 6360 K.
Предполагаемый третий компонент — красный карлик спектрального класса M5. Масса — около 0,25 солнечной, радиус — около 0,26 солнечного. Эффективная температура — около 3039 K. Орбитальный период — около 40,89 лет.
Предполагаемый четвёртый компонент (или пара) — оранжевый карлик спектрального класса K. Масса — около 0,9 солнечной, радиус — около 0,92 солнечного. Эффективная температура — около 5082 K.